# Medroussa
Medroussa è un comune dell'Algeria, situato nella provincia di Tiaret.